# Slag van Deçiq
De Slag van Deçiq was het omslagpunt van Albanië in de strijd om onafhankelijkheid. Het was na 442 jaar de eerste keer dat de vlag weer opgehangen was sinds de Ottomaanse bezetting. Voor deze slag hing de Albanese vlag voor het laatst in Shkodra. De slag werd gestreden op 6 april 1911.